# Xã Owen, Quận Jackson, Indiana
Xã Owen (tiếng Anh: Owen Township) là một xã thuộc quận Jackson, tiểu bang Indiana, Hoa Kỳ. Năm 2010, dân số của xã này là 1.572 người.